# Andreas Beck (tennis)
Pour les articles homonymes, voir Beck.
Cet article concerne le joueur de tennis. Pour le footballeur, voir Andreas Beck.
Andreas Beck, né le 5 février 1986 à Weingarten, est un joueur de tennis allemand, professionnel de 2002 à 2016.

## Carrière
Andreas Beck se révèle au grand public en 2008 lorsqu'il participe à sa première levée du Grand Chelem en simple lors du tournoi de Wimbledon 2008. Il s'incline au premier tour face au no 2 mondial Rafael Nadal.
En 2009, au tournoi de Monte-Carlo, il fait sensation en sortant une des têtes de série, le Français Gilles Simon, et en atteignant les quarts de finale aux dépens de l'Argentin Juan Mónaco. Il se fait cependant sortir sans ménagement par Stanislas Wawrinka. En juillet, il se hisse pour la première fois de sa carrière en finale du tournoi de Gstaad, où il échoue face à Thomaz Bellucci (6-4, 7-6).
Il a remporté 5 tournois Challenger en simple : Sarajevo en 2006 et en 2008, Dresde en 2008, Khorat en 2009 et Saint-Brieuc en 2014.

## Palmarès

### Finale en simple messieurs
| No | Date       | Nom et lieu du tournoi      | Catégorie | Dotation  | Surface      | Vainqueur       | Score     |          |
| -- | ---------- | --------------------------- | --------- | --------- | ------------ | --------------- | --------- | -------- |
| 1  | 27-07-2009 | Allianz Suisse Open, Gstaad | ATP 250   | 398 250 € | Terre (ext.) | Thomaz Bellucci | 6-4, 7-62 | Parcours |

### Finales en double messieurs
| No | Date       | Nom et lieu du tournoi          | Catégorie | Dotation  | Surface      | Vainqueurs                            | Partenaire        | Score     |          |
| -- | ---------- | ------------------------------- | --------- | --------- | ------------ | ------------------------------------- | ----------------- | --------- | -------- |
| 1  | 08-06-2009 | Gerry Weber Open Halle (Westf.) | ATP 250   | 663 750 € | Gazon (ext.) | Christopher Kas Philipp Kohlschreiber | Marco Chiudinelli | 6-3, 6-4  | Parcours |
| 2  | 25-04-2011 | BMW Open by FWU Takaful Munich  | ATP 250   | 398 250 € | Terre (ext.) | Simone Bolelli Horacio Zeballos       | Christopher Kas   | 7-63, 6-4 | Parcours |

## Parcours dans les tournois duGrand Chelem

### En simple
| Année | Open d'Australie | Open d'Australie | Internationaux de France | Internationaux de France | Wimbledon       | Wimbledon     | US Open         | US Open          |
| ----- | ---------------- | ---------------- | ------------------------ | ------------------------ | --------------- | ------------- | --------------- | ---------------- |
| 2008  | —                | —                | —                        | —                        | 1er tour (1/64) | R. Nadal      | 2e tour (1/32)  | D. Ferrer        |
| 2009  | 2e tour (1/32)   | J. Melzer        | 2e tour (1/32)           | M. Gicquel               | 1er tour (1/64) | M. Granollers | 2e tour (1/32)  | G. Monfils       |
| 2010  | —                | —                | 2e tour (1/32)           | S. Wawrinka              | 2e tour (1/32)  | J. Benneteau  | 2e tour (1/32)  | R. Federer       |
| 2011  | —                | —                | 1er tour (1/64)          | J. Melzer                | 1er tour (1/64) | A. Roddick    | —               | —                |
| 2012  | 2e tour (1/32)   | Forfait          | —                        | —                        | —               | —             | —               | —                |
| 2013  | —                | —                | 1er tour (1/64)          | F. Fognini               | —               | —             | —               | —                |
| 2014  | —                | —                | 1er tour (1/64)          | F. Fognini               | —               | —             | 1er tour (1/64) | P. Carreño-Busta |

N.B. : à droite du résultat se trouve le nom de l'ultime adversaire.

### En double
| Année | Open d'Australie | Open d'Australie | Internationaux de France       | Internationaux de France | Wimbledon | Wimbledon | US Open                  | US Open               |
| ----- | ---------------- | ---------------- | ------------------------------ | ------------------------ | --------- | --------- | ------------------------ | --------------------- |
| 2009  | —                | —                | 1er tour (1/32) J.-C. Scherrer | J. Hernych C. Rochus     | —         | —         | 1er tour (1/32) S. Greul | D. Nestor N. Zimonjić |
| 2010  | —                | —                | 2e tour (1/16) Y. Allegro      | L. Dlouhý L. Paes        | —         | —         | —                        | —                     |

N.B. : le nom du ou de la partenaire se trouve sous le résultat ; le nom des ultimes adversaires se trouve à droite.

## Parcours dans lesMasters 1000
| Année | Indian Wells        | Miami              | Monte-Carlo               | Rome               | Hambourg puis Madrid   | Canada | Cincinnati | Madrid puis Shanghai | Paris             |
| ----- | ------------------- | ------------------ | ------------------------- | ------------------ | ---------------------- | ------ | ---------- | -------------------- | ----------------- |
| 2008  | —                   | —                  | —                         | —                  | 1er tour J. Tipsarević | —      | —          | —                    | —                 |
| 2009  | —                   | —                  | 1/4 de finale S. Wawrinka | —                  | —                      | —      | —          | 2e tour R. Štěpánek  | 1er tour Ł. Kubot |
| 2010  | 1er tour R. Delgado | 1er tour S. Robert | 1er tour D. Nalbandian    | 1er tour M. Llodra | —                      | —      | —          | —                    | —                 |

N.B. : sous le résultat se trouve le nom de l’ultime adversaire.